# حاجی‌آباد (لاهیجان)
حاجی‌آباد ، روستایی از توابع بخش مرکزی شهرستان لاهیجان در استان گیلان ایران است.

## جمعیت
این روستا در دهستان بازکیاگوراب قرار دارد و براساس سرشماری مرکز آمار ایران در سال ۱۳۸۵، جمعیت آن ۱٬۶۷۳ نفر (۴۶۸خانوار) بوده‌است.